# Dustin Brown (Eishockeyspieler)
Dustin James Brown (* 4. November 1984 in Ithaca, New York) ist ein ehemaliger US-amerikanischer Eishockeyspieler. Von 2003 bis 2022 spielte er seine gesamte Profikarriere für die Los Angeles Kings in der National Hockey League auf der Position des rechten Flügelstürmers und gewann mit dem Team 2012 und 2014 den Stanley Cup. Zudem führte er die Mannschaft von 2008 bis 2016 als Kapitän an, hielt zeitweise den Franchise-Rekord für die meisten absolvierten Spiele (1296) und wurde für sein gesellschaftliches Engagement mit dem NHL Foundation Player Award sowie für Führungsqualitäten mit dem Mark Messier Leadership Award geehrt. Seine Trikotnummer 23 wird in Los Angeles nicht mehr vergeben. Mit der Nationalmannschaft der USA gewann Brown unter anderem die Silbermedaille bei den Olympischen Winterspielen 2010.

## Karriere

### Jugend
Der 1,83 m große Flügelstürmer spielte zunächst von 1998 bis 2000 im US-Bundesstaat New York für die High-School-Mannschaft der Ithaca High Little Red, im High-School-Ligensystem der Vereinigten Staaten. Im Verlauf der Saison 1999/2000 war der Rechtsschütze ebenfalls für die Syracuse Stars aktiv. Daraufhin verbrachte Brown drei Spielzeiten in der kanadischen Juniorenliga Ontario Hockey League, in der er für die Guelph Storm aufs Eis ging. Direkt im Anschluss an diese Zeit wurde der Angreifer beim NHL Entry Draft 2003 in der ersten Runde an Position 13 von den Los Angeles Kings ausgewählt.

### Los Angeles Kings
Von den Kings wurde der Rechtsschütze erstmals in der Saison 2003/04 eingesetzt, sein erstes NHL-Tor erzielte der Angreifer am 9. Oktober 2003 gegen die Detroit Red Wings. Seine Debütsaison im Trikot der Kings limitierte sich jedoch auf insgesamt 31 NHL-Einsätze, da ihn eine Knöchelverletzung früh in der Saison außer Gefecht setzte. Den Lockout in der Spielzeit 2004/05 verbrachte Brown bei den Manchester Monarchs in der American Hockey League und kehrte danach in den Kader der Kings zurück. 2007 unterschrieb er dort einen Sechsjahresvertrag, der ihm etwa 19 Millionen US-Dollar einbringen soll.

Brown bei einem Penalty in den Playoffs 2012 gegen Vancouver

Zur Saison 2008/09 wurde der Angreifer zum Mannschaftskapitän der Los Angeles Kings ernannt, womit er den zu den San Jose Sharks abgewanderten Rob Blake in dieser Funktion ersetzte. Gleichzeitig war Brown der erste US-Amerikaner in der Historie der Kings, welcher das Kapitänsamt ausführte und zu diesem Zeitpunkt mit einem Alter von 23 Jahren der jüngste in der Team-Geschichte. Trotzdem verpassten die Kings wie auch in den Vorjahren die Play-offs um den Stanley Cup. In der Saison 2009/10 belegten die Los Angeles Kings den sechsten Platz der Western Conference und qualifizierten sich damit erstmals seit 2002 für die Play-offs. Dort unterlag das Team in der ersten Runde den Vancouver Canucks in der Best-of-Seven-Serie mit 2:4-Spielen. Auch in der Folgesaison schieden die Kings in der ersten Play-off-Runde nach sechs Partien aus, dieses Mal unterlag die Mannschaft den San Jose Sharks.

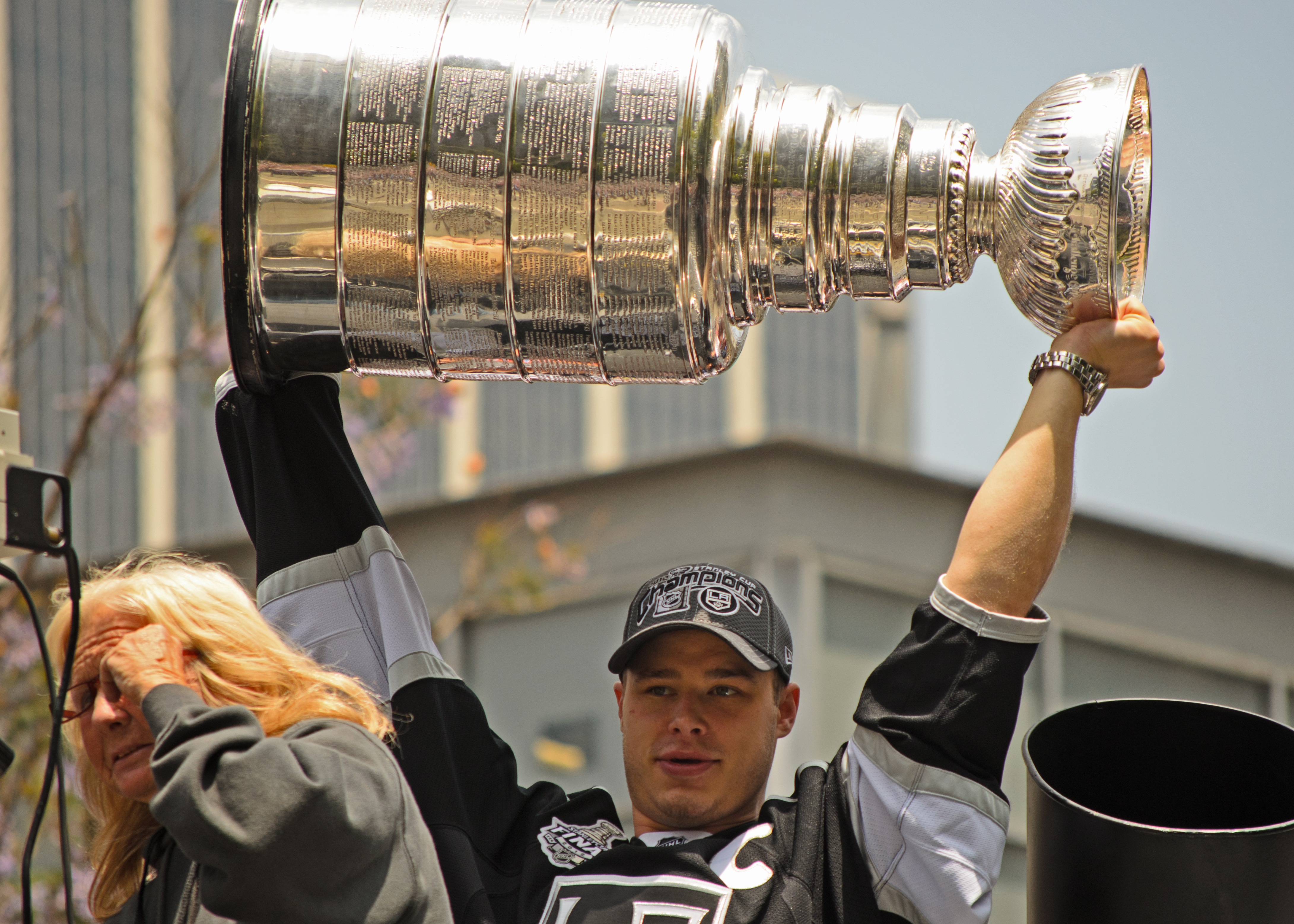
Brown mit dem Stanley Cup (2012)

In der Saison 2011/12 erreichte Brown erneut mit dem achten Platz in der Regular Season knapp das Playoff und traf dort im Conference-Viertelfinale auf den Gewinner der Presidents’ Trophy, den Vancouver Canucks. Die Kings avancierten zur großen Playoff-Überraschung, indem sie diese mit 4:1 in der Serie schlugen und weiter bis ins Stanley-Cup-Finale vordrangen. Der Teamkapitän konnte somit mit seiner Mannschaft seine erste Clarence S. Campbell Bowl gewinnen. Doch auch der prestigeträchtige Stanley Cup blieb ihm nicht verwehrt, nachdem er sein Team im sechsten Finalspiel zum ersten Titel der Clubgeschichte trieb.
Den Lockout in der NHL während der Saison 2012/13 verbrachte der US-Amerikaner bei den ZSC Lions in der Schweizer National League A und markierte dabei 13 Scorerpunkte in 16 Partien. Nach Beendigung des Spielerstreikes kehrte er zu den Kings zurück und beendete die Spielzeit mit 18 Treffern sowie 11 Torvorlagen. Im Juli 2013 verlängerte Brown seinen Vertrag in Los Angeles um acht Jahre bei einem kolportierten Gesamtgehalt von 47 Millionen US-Dollar. In der anschließenden Saison 2013/14 verzeichnete der Angreifer ein offensivschwächeres Jahr und erzielte lediglich 27 Scorerpunkte. In den Playoffs konnte er seine Leistungen zwar steigern, wurde jedoch beim erneuten Stanley-Cup-Sieg seiner Mannschaft im Rahmen seiner Rolle als Mannschaftskapitän teilweise kritisiert. Dennoch erhielt Brown im Anschluss an die Spielzeit den Mark Messier Leadership Award für seine Führungsqualitäten und „[…] in Anerkennung für seinen Einsatz und Engagement für Wohltätigkeitsorganisationen in seiner Gemeinde.“
Nach der Saison 2015/16 wurde er vom Kapitänsamt enthoben und Anže Kopitar als sein Nachfolger ernannt. Im Dezember 2017 absolvierte er sein 1000. Spiel der regulären Saison in der NHL. Gegen Ende der Saison 2018/19 übertraf er den Franchise-Rekord für die meisten absolvierten Spiele in der Historie der Kings und überholte dabei Dave Taylor. Nach der Saison 2021/22 gab Brown das Ende seiner aktiven Karriere bekannt, in der er insgesamt 1296 NHL-Partien bestritten und dabei 712 Scorerpunkte im Trikot der Kings verzeichnet hatte. Den Titel des Rekordspielers der Kings allerdings gab er bereits während der Saison 2023/24 an seinen langjährigen Teamkollegen Anže Kopitar ab.
Im Februar 2023 sperrten die Los Angeles Kings seine Trikotnummer 23, sodass diese seither nicht mehr vergeben wird.

### International

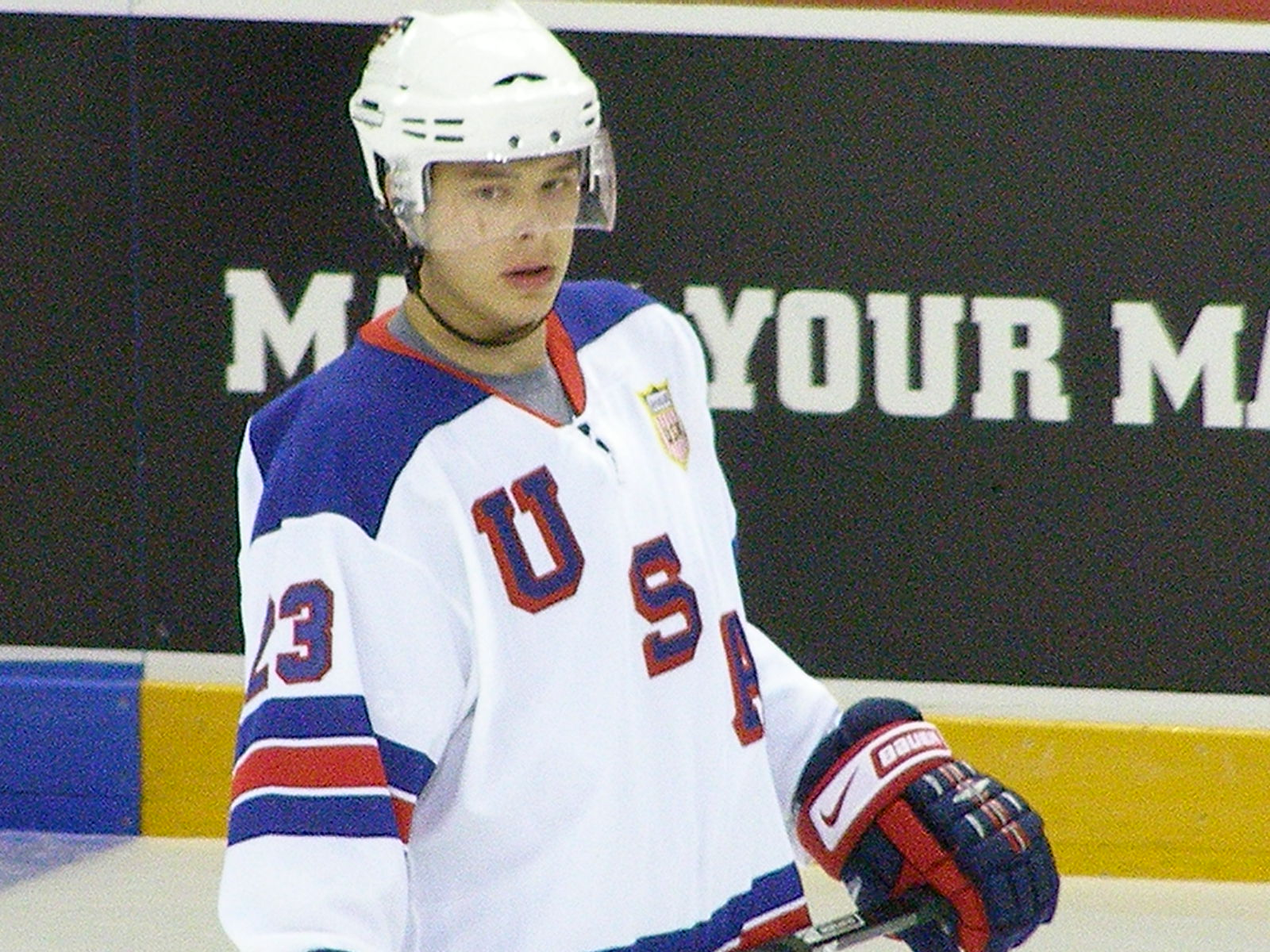
Brown im Nationaltrikot (2008)

Brown vertrat sein Heimatland sowohl auf Junioren- als auch auf Seniorenebene. Als Juniorenakteur absolvierte der Rechtsschütze die U20-Junioren-Weltmeisterschaften 2002 und 2003, bei denen der Offensivakteur einen Medaillengewinn jeweils knapp verfehlte. Für die U20-Junioren-Weltmeisterschaft 2004 wurde der Stürmer ebenfalls in den Kader nominiert, war jedoch verletzungsbedingt nicht einsatztauglich. Für die Seniorenauswahl der US-amerikanischen Nationalmannschaft stand Brown für die Weltmeisterschaft 2004 erstmals im Aufgebot an den Welttitelkämpfen und sicherte sich schließlich mit einem Sieg gegen die slowakische Auswahl im Spiel um Platz drei die Bronzemedaille.
Zwei Jahre später beendete der Stürmer die Weltmeisterschaft 2006 mit fünf Treffern und zwei Vorlagen in sieben Partien als bester Punktesammler der US-Amerikaner, unterlag mit der Mannschaft jedoch im Viertelfinale dem späteren Weltmeister Schweden. Für die Weltmeisterschaft 2009 führte der inzwischen 24-jährige Rechtsschütze sein Heimatland bei den Welttitelkämpfen als Mannschaftskapitän an. Bei den Olympischen Winterspielen 2010 lief Brown als einer von vier Assistenzkapitänen der US-Amerikaner aufs Eis und gewann mit der Mannschaft die Silbermedaille. Im Turnierverlauf blieb er jedoch in allen sechs Partien punktlos und beendete den Wettbewerb mit einer ausgeglichenen Plus/Minus-Bilanz.

## Erfolge und Auszeichnungen
| - 2001 Bobby Smith Trophy - 2001 OHL First All-Rookie Team - 2002 Bobby Smith Trophy - 2003 Teilnahme am CHL Top Prospects Game - 2003 Bobby Smith Trophy - 2003 OHL Third All-Star Team - 2003 CHL Scholastic Player of the Year - 2005 Teilnahme am AHL All-Star Classic | - 2009 Teilnahme am NHL All-Star Game - 2011 NHL Foundation Player Award - 2012 Stanley-Cup-Gewinn mit den Los Angeles Kings - 2014 Stanley-Cup-Gewinn mit den Los Angeles Kings - 2014 Mark Messier Leadership Award - 2023 Sperrung der Trikotnummer 23 durch die Los Angeles Kings - 2023 Aufnahme in die United States Hockey Hall of Fame |

### International
- 2004 Bronzemedaille bei der Weltmeisterschaft
- 2010 Silbermedaille bei den Olympischen Winterspielen

## Karrierestatistik

### International
Vertrat die USA bei:
| - U20-Junioren-Weltmeisterschaft 2002 - U20-Junioren-Weltmeisterschaft 2003 - Weltmeisterschaft 2004 - Weltmeisterschaft 2006 | - Weltmeisterschaft 2008 - Weltmeisterschaft 2009 - Olympischen Winterspielen 2010 - Olympischen Winterspielen 2014 |

(Legende zur Spielerstatistik: Sp oder GP = absolvierte Spiele; T oder G = erzielte Tore; V oder A = erzielte Assists; Pkt oder Pts = erzielte Scorerpunkte; SM oder PIM = erhaltene Strafminuten; +/− = Plus/Minus-Bilanz; PP = erzielte Überzahltore; SH = erzielte Unterzahltore; GW = erzielte Siegtore; 1 Play-downs/Relegation; Kursiv: Statistik nicht vollständig)